# Dieter Nuhr

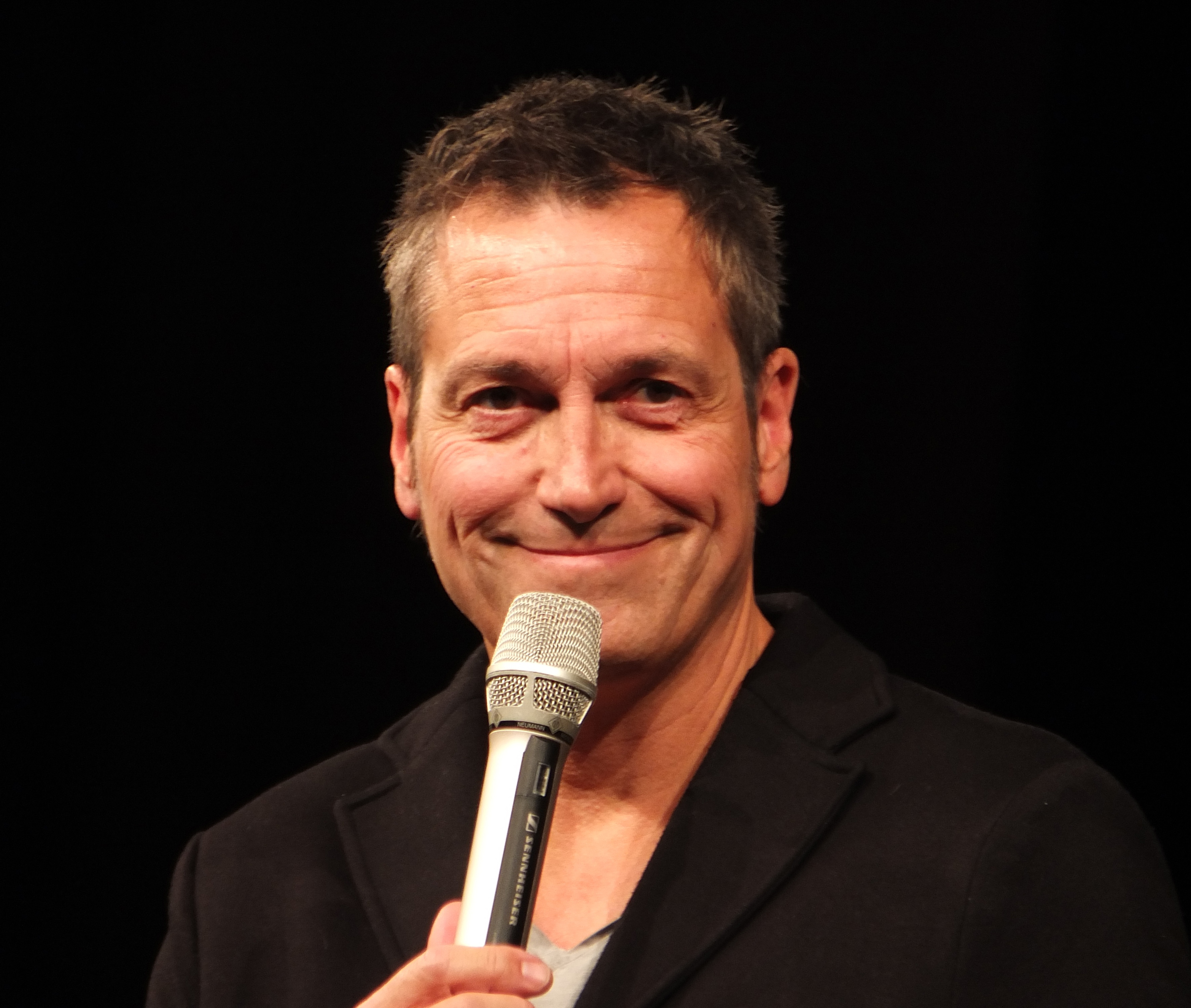
Dieter Nuhr, 2017

Dieter Nuhr (n. 29 octombrie 1960 în Wesel) este un autor, cabaretist și moderator german.

## Date biografice
Dieter Nuhr a locuit până la vârsta de 4 ani în Wesel, după care familia lui se mută la Düsseldorf unde își petrece de fapt toată copilăria. Din anul 1981 a început să studieze la Universitatea de Istorie și Artă, din Essen, pe care a absolvit-o în anul 1988. Din anul 1987 începe să apară pe scenă ca și cabaretist, ca din 1994 să aibă programul său aparte Nuhr weiter. El este premiat în 1998 pentru activitatea sa cabaretistică, iar în 2003 i se acordă premiul de comic german. Dieter Nuhr mai apare în diferite emisiuni TV cu teme umoristice ca: Scheibenwischer, Hüsch und Co., Die Harald Schmidt Show, Quatsch Comedy Club, Genial daneben, Schillerstraße sau 7 Tage, 7 Köpfe. El se numără în prezent printre cei mai buni și mai populari cabaretiști germani.

## Distincții
- 1998: Deutscher Kleinkunstpreis in Categoria Kabarett
- 2000: Bayerischer Kabarettpreis – Primul loc
- 2000: Morenhovener Lupe in Categoria Kabarett
- 2003: Deutscher Comedypreis  (cel mai bun comic)
- 2004: Eselsorden în orașul Wesel
- 2006: Zeck-Kabarettpreis –  Primul loc
- 2006: Nominalizat pentru Goldene Rose ca  TV-Performer
- 2007: Nordrhein-Westfälischer Preis in Categoria Kabarett
- 2008: Deutscher IQ-Preis al Asociaței Mensa din Germania
- 2009: Deutscher Comedypreis – Bester Komiker (cel mai bun comic)
- 2010: Deutscher Comedypreis – Bester Komiker (cel mai bun comic)
- 2011: Platin-Schallplatte für Nuhr vom Feinsten (Placa de platină)
- 2012: Krefelder Krähe – premiu onorific